# Dicranum truncatum
Dicranum truncatum là một loài Rêu trong họ Dicranaceae. Loài này được (Müll. Hal.) Müll. Hal. mô tả khoa học đầu tiên năm 1848.